# Kastelruther Spatzen
Kastelruther Spatzen is een Italiaanse muziekgroep uit Zuid-Tirol met als genre Duitstalige volksmuziek.

## Oprichting en mutaties
De band werd opgericht in 1975 door de muzikanten Karl Schieder, Walter Mauroner, Valentin Silbernagl, Oswald Sattler, Ferdinand Rier en Anton Rier, die al langer samen zongen. Al in 1977 verliet Anton Rier de groep en in 1979 vervoegde zich Norbert Rier als drummer bij de groep. In 1980 volgde Albin Gross Ferdinand Rief op aan de harmonica. In deze samenstelling verscheen in 1983 hun eerste plaat Viel Spaß und Freude. Dit jaar werd officieel als oprichtingsjaar vermeld. Sinds 1983 heeft Norbert Rier de leiding over de groep. De titel Das Mädchen mit den erloschenen Augen werd een hit en bezorgde de groep gelijk de eerste gouden plaat. In 1986 verliet Karl Schieder wegens beroepsredenen de groep en werd vervangen door Karl Heufler. In 1993 verliet Oswald Sattler de groep om een solocarrière op te starten. Hij werd vervangen door Andreas Fulterer, die vijf jaar later eveneens voor een solocarrière koos. In zijn plaats kwam Kurt Dasser. Andreas Fulterer overleed in de nacht van 26 oktober 2016.
Manager Helmut Brossmann maakte in mei 2014 op de officiële Facebookpagina van de Kastelruther Spatzen bekend dat hij niet meer als manager voor de band werkzaam was. De reden was de verandering binnen de muziekindustrie, in het bijzonder de volksmuziek- en schlagerbranche.

## Huidige bezetting
Norbert Rier (frontman en zanger)Norbert Rier (14 april 1960), agrariër van beroep, is getrouwd met Isabella en heeft twee zonen en twee dochters, met wie hij al enkele liederen gezongen heeft, die ook zijn te horen op cd. In tegenstelling tot zijn collega's heeft hij geen muzikaal verleden. Hij stelde in mei 2006 in het kader van een Duits tv-programma voor de eerste keer zijn autobiografie voor.
Kurt Dasser (zang, gitaar)Kurt Dasser (Bozen, 8 februari 1958) is beroepsmatig wiskunde- en biologieleraar en werkt al twintig jaar bij de middelbare school in Kastelruth. Dasser is gescheiden en vader van een zoon. Hij kwam pas in oktober 1998 als jongste lid bij de band.
Valentin Silbernagl (saxofoon)Valentin Silbernagl (Kastelruth, 18 juni 1956) is beroepsmatig agrariër. Hij heeft een partner (Klara) en drie kinderen uit een eerste huwelijk. Voorheen speelde hij acht jaar lang bij de muziekkapel van Kastelruth.
Walter Mauroner (trompet)Walter Mauroner (Bozen, 20 juni 1956) is beroepsmatig carrosserie-blikslager. Hij is sinds 1984 getrouwd met Agnes en heeft een zoon en een dochter. Hij speelde voorheen 15 jaar lang voor de muziekkapel van Kastelruth. Hij is de eigenaar van de fanshop Spatzenladen.
Albin Gross (keyboard, accordeon)Albin Gross (Kastelruth, 2 april 1955) is beroepsmatig drankenhandelaar. Hij is sinds 1980 getrouwd met Frieda en heeft drie dochters en een zoon. Hij werd door Karl Schieder, de eigenlijke oprichter, bij de groep gehaald. Hij is verantwoordelijk voor talrijke liederen als componist en tekstdichter.
Karl Heufler (bas- en baritongitaar)Karl Heufler (Kastelruth, 23 september 1959) is beroepsmatig automonteur. Hij is sinds 1984 getrouwd met Brigitte en heeft een zoon en een dochter. Voorheen was hij actief lid bij de muziekkapel Seis am Schlern en bij het Schlernsextet. Hij kwam in 1986 bij de band als vervanger van Karl Schieder.
Rüdiger Hemmelmann (drums)Rüdiger Hemmelmann (Würzburg, 13 maart 1966) is opgegroeid in Himmelstadt. Hij is getrouwd met Marion en heeft twee dochters. Eigenlijk kwam hij bij de band als tijdelijke hulp voor liveoptredens om Norbert Rier te ontlasten, maar hij heeft zijn plaats binnen de band bevochten en verdiend. Hij is sinds 1991 drummer bij de band.

## Carrière
Na publicatie van de eerste CD verscheen in de daaropvolgende periode bijna jaarlijks een nieuwe cd, die zich bijna altijd tot bestsellers ontwikkelden. In 1990 nam de groep voor Duitsland aan de Grand Prix der Volksmusik deel en won met het lied Tränen passen nicht zu dir. Er volgden talrijke hits en optredens in diverse tv-programma's in de gehele Duitse regio. Tegenwoordig hebben de Kastelruther Spatzen reeds meer dan honderd gouden platen. Het is de succesvolste groep van de populaire schlager.
Het op 2 oktober 2015 gepubliceerde album Heimat: Deine Lieder bevat 20 gecoverde liederen. Het album bevat Duitstalige liederen uit het thuisland van de groep en bekende werken, zoals Junge, komm bald wieder, Bergvagabunden en Muss I denn zum Städtele hinaus. Het is tijdens de gehele carrière het eerste werk, dat de eerste plaats van de Duitse albumhitlijst bereikte. In Zwitserland plaatste het album zich op de 2e plaats en in Oostenrijk op de 4e plaats.
Op 16 september publiceerde de groep het 37e album Die Sonne scheint für alle met 17 nummers. Bijkomstig verschijnt de gelijknamige dvd met de nieuwe nummers en persoonlijke kijk in het leven van de Kastelruther Spatzen. Reeds in juni 2016 werd met Heimat de eerste single aan de radiostations doorgegeven. In de Schlager der Woche van Radio Paloma steeg het nummer direct naar de 7e plaats.
Op 18 augustus 2017 maakte de groep op haar Facebook-pagina bekend, dat het nieuwe album Die Tränen der Dolomieten zou verschijnen op 29 september 2017 met 16 nummers. Het titelnummer herinnert aan de vreselijke tijd van de Eerste Wereldoorlog met de brutale berggevechten in de Dolomieten. In totaal is het album een bekentenis voor menselijkheid, volksbegrip en vrede. Als eerste single van het album koos men het nummer Dem Leben ins Gesicht gelacht, dat de groep tijdens het open-air van Wenn die Musi spielt voor de eerste keer presenteerde.
Het album Älter werden wir später bevat naast de gelijknamige single nog 15 nummers. Het werd uitgebracht op 28 september 2018 en bereikte nummer 3 in de officiële Duitse albumhitlijst. Het stond in totaal negen weken in de top 100. In Oostenrijk stond het album ook op nummer 3 en in Zwitserland op nummer 5.
Het album Feuervogel flieg kwam uit op 4 oktober 2019. Het werd het eerste album dat werd uitgebracht bij WE LOVE MUSIC, een gezamenlijk label van Starwatch Entertainment, dat eigendom is van ProSiebenSat.1 Media SE en Universal Music.
In 2023 vierden de Spatzen hun veertigjarig bestaan met een dubbel-cd en dubbel-lp: 40 Jahre: Geschichten, die das leben schreibt.

## Daadwerkelijke muzikale prestaties
De daadwerkelijke muzikale prestaties van de band zijn onderwerp van discussie. Wat zeker is, is dat wanneer ze live optreden (afgezien van tv-afspeeluitvoeringen), ze live spelen. Op 6 november 2012 werd echter bekend dat de Kastelruther Spatzen hun opnamen niet zelf speelden, maar studiomuzikanten inhuurden, alleen de zang van Norbert Rier was echt. Dat legde de oude producent van de band Walter Widemair uit aan Bild. Volgens de krant gaf Norbert Rier desgevraagd toe dat dit was gedaan om kosten te besparen en altijd een perfecte productie af te leveren. Doorslaggevend hierbij is dat een perfecte productie met professionele musici sneller gerealiseerd kan worden en dat de grootste kostenfactor van een cd-productie (studiohuur en vergoedingen voor de verantwoordelijke technici) beperkt kan worden.
Volgens Rier werden op de eerste vier albums de instrumenten zelf bespeeld. Vanaf de vijfde cd werden er professionele studiomuzikanten ingehuurd. Norbert Rier legde uit aan Bild, dat hij in het begin zelf de drums speelde. Volgens de Kastelruther Spatzen zou Widemair er bij hen op hebben aangedrongen om niet meer in de studio te spelen en de opnamen over te laten aan professionele muzikanten, omdat het muzikale optreden naar zijn mening te slecht was voor opnamen. Een in Berlijn opgenomen livealbum was muzikaal zo slecht dat alleen de oorspronkelijke drums naast de stem gebruikt konden worden.

## Overlijden van Karlheinz Gross in 1998
Op de avond van 6 maart 1998, rond 18:17 uur, vond een vrachtwagenchauffeur Karlheinz Gross, de broer van Albin Gross en de toenmalige manager van de Kastelruther Spatzen, ernstig gewond op een pad in een industriegebied op het Steinkopf-eiland in Maagdenburg. Ondanks een spoedoperatie in de universiteitskliniek overleed de 38-jarige even later.
Tot op de dag van vandaag zijn de omstandigheden van zijn dood onduidelijk. De autoriteiten onderzochten zowel een ongeval als moord als mogelijke doodsoorzaak.
De volksmuziekgroep had de avond ervoor een concert gegeven in de stad. Gross bleef daarna alleen achter in de stad om te wachten op de reparatie van een tourneebus. Volgens getuigen verliet Gross in de late namiddag van 6 maart 1998 een garage in de wijk Rothensee te voet naar een onbekende bestemming. Iets minder dan anderhalf uur later werd hij gevonden met ernstige verwondingen aan zijn hoofd en bovenlichaam op de toegangsweg naar een bedrijfsterrein ongeveer drie kilometer verderop.
Bij gebrek aan directe ooggetuigen hebben forensische artsen en deskundigen onderzoek gedaan naar de aard van de verwondingen en de gevonden sporen in verschillende rapporten. Een overval en moord wordt onwaarschijnlijk geacht omdat het slachtoffer nog zo'n 7.000 Duitse mark contant bij zich had. Volgens de officier van justitie is de meest waarschijnlijke theorie dat Gross in eerste instantie is aangereden door een jeep of vrachtwagen. Om het ongeval te verdoezelen is het slachtoffer vervolgens vermoedelijk met een stomp voorwerp op het hoofd geslagen en naar het magazijn vervoerd. Zoals blijkt uit de forensische rapporten, werden de verwondingen aan de romp hoogstwaarschijnlijk veroorzaakt door een voertuig dat over hem heen reed. Bovendien resulteerden minstens twee slagen met een stomp voorwerp in meerdere scheuren in de hoofdhuid.
Een onderzoeksgroep met meer dan 20 functionarissen, de 'Soko Spatzen', werd op de zaak gezet. Er werd in alle richtingen onderzoek gedaan. De medewerkers van de werkplaats waren ook het doelwit van de onderzoekers, evenals twee jonge expediteurs die als eersten ter plaatse waren. De vermoedens waren echter net zo weinig onderbouwd als in onderzoeken naar de persoonlijke omgeving van de dode man. Een Magdeburgse fanclub van de 'Spatzen' kwam onder verdenking omdat de officiële status eind 1997 was ingetrokken vanwege het vermoeden dat de lidmaatschapsgelden te hoog waren. Ook hier was het onderzoek niet succesvol. De heropvoering van de zaak in verschillende televisieprogramma's bracht geen nieuwe aanknopingspunten.

## Het Kastelruther Spatzenfeest
Het Kastelruther Spatzenfeest is een groot concert, dat sinds 1984 jaarlijks in oktober gehouden wordt. Het feest vindt dan plaats in Kastelruth. In 2014 vierden de Kastelruther Spatzen hun 30e feest. In 2008 werden rond 50.000 bezoekers geteld.

## Discografie

### Singles
- 1983: Das Mädchen mit den erloschenen Augen
- 1986: Die kleine Bianca
- 1990:	Tränen passen nicht zu dir
- 1990: Feuer im ewigen Eis
- 1991: Komm nimm mich doch mit
- 1991: Spreng die Ketten Deiner Einsamkeit
- 1991: Wahrheit ist ein schmaler Grat
- 1992:	Eine weiße Rose
- 1992: Schatten über'm Rosenhof
- 1993: Und ewig ruft die Heimat
- 1993: Der rote Diamant
- 1994: Atlantis der Berge
- 1994: Che bella la vita
- 1994: Du gehörst in meine Arme
- 1996: Das Lied der Dornenvögel
- 1997: Herzschlag für Herzschlag
- 1997: Ich schwör
- 1998: Die weiße Braut der Berge
- 2000: Und ewig wird der Himmel brennen
- 2000: Ein Leben lang
- 2000: Jeder Tag ist eine Rose
- 2001: Jedes Abendrot ist ein Gebet
- 2002: Liebe darf alles
- 2003: Herzenssache
- 2004: Berg ohne Wiederkehr
- 2005: Zufall oder Schicksal
- 2005: Gott hatte einen Traum
- 2006: … und Singen ist Gold
- 2007: Das Geheimnis der drei Worte
- 2007: Das HerzKlopfenspiel
- 2008: Herz Gewinnt Herz Verliert
- 2008: Gloria, das neue Spatzenlied
- 2009: Ein Kreuz und eine Rose
- 2010: Immer noch
- 2011: Hand auf's Herz
- 2012: An Papa
- 2012: Leben und leben lassen
- 2013: Der Planet der Lieder
- 2014: Das Einmaleins Vom Glücklichsein
- 2014: Eine Brücke ins Glück
- 2014: Für mich bist du’s noch immer
- 2015: Fliege mit mir in die Heimat
- 2015: De Alte Jäger
- 2016: Die Sonne Scheint fur alle
- 2016: Heimat
- 2016: Rose von Sud Tirol
- 2017: Dem Leben ins Gesicht gelacht
- 2017: Tränen Der Dolomiten
- 2018: Älter Werden Wir Später
- 2019: Feuervogel flieg
- 2020: Liebe für die ewigkeit
- 2021: Rosemarie
- 2021: Heimatliebe
- 2021: Sterne der heiligen Nacht
- 2022: Ellie Hofer, 1 Euro
- 2022: Freundschaft aus Gold
- 2022: Die Legende von Alta Badia
- 2023: Aller Anfang ist Musik & Oswald Sattler
- 2023: Herz und heimat
- 2023: Der Soldat und sein Tagebuch
- 2024: Friedensadler
- 2024: Mein Südtirol

### Studioalbums
- 1983:	Viel Spass und Freude
- 1985:	Ich sag's Dir mit Musik
- 1986:	Musikantengold
- 1987:	Weihnachtssterne
- 1987:	Servus Südtirol
- 1988:	Wenn Berge träumen
- 1989:	Doch die Sehnsucht bleibt
- 1990:	Feuer im ewigen Eis
- 1991:	Wahrheit ist ein schmaler Grat
- 1992:	Eine weiße Rose
- 1992:	Die schönsten Liebeslieder
- 1993:	Der rote Diamant
- 1994:	Atlantis der Berge
- 1994:	Nino und das Geheimnis des Friedens
- 1995:	Das erste Gebot ist die Liebe
- 1996:	Sterne über'm Rosengarten
- 1997:	Herzschlag für Herzschlag
- 1998:	Weihnachten mit den Kastelruther Spatzen
- 1998:	Die weiße Braut der Berge
- 1999:	Die Legende von Croderes
- 2000:	Und ewig wird der Himmel brennen
- 2001:	Jedes Abendrot ist ein Gebet
- 2002:	Liebe darf alles
- 2003:	Herzenssache
- 2004:	16 Spatzen-Hits Instrumental
- 2004:	Berg ohne Wiederkehr
- 2005:	Zufall oder Schicksal
- 2006:	Und Singen ist Gold
- 2007:	Dolomitenfeuer
- 2008:	Herz gewinnt, Herz verliert
- 2009:	Ein Kreuz und eine Rose
- 2010:	Immer noch wie am ersten Tag
- 2011:	Hand auf's Herz
- 2012:	Leben und leben lassen
- 2013:	Planet der Lieder
- 2014:	Eine Brücke ins Glück
- 2015:	Heimat: Deine Lieder
- 2016:	Die Sonne scheint für alle
- 2017: Die Tranen der Dolomiten
- 2018: Älter werden wie später
- 2019: Feuervogel flieg
- 2020: Liebe für die ewigkeit
- 2021: Heimatliebe
- 2021: Heimatliebe Weihnacht
- 2022: Freundschaft aus Gold
- 2023: Herz und Heimat (cd & dvd)
- 2023: Herz und Heimat (cd)
- 2024: Friedensadler

### Compilaties
- 1991:	Das Beste der Kastelruther Spatzen Folge 1
- 1994:	Kastelruther Classics Folge 1
- 1995:	Das Beste der Kastelruther Spatzen Folge 2
- 1997:	Kastelruther Classics Folge 2
- 2001:	Ich würd' es wieder tun: Das Beste Folge 3
- 2003:	Mega-Fanbox
- 2005:	Nino und das Geheimnis des Friedens
- 2008:	Geschrieben für die Ewigkeit
- 2009:	25 Jahre Kastelruther Spatzen
- 2012:	Engel der Dolomiten
- 2015:	Apres Ski: Kult-Hits im Party
- 2017: Hinter jedem Regenbogen (2 cd's)
- 2018: Das beste aus 35 jahren (3 cd's)
- 2019: Unsere musikgeschichte 1983-2019 (45  cd's & 9 dvd's)
- 2023: 40 Jahre: Geschichten, die das leben schreibt (2 cd's)
- 2023: 40 Jahre: Geschichten, die das leben schreibt (2 lp's)

### Videoalbums
- 1991: Das Beste Folge 1
- 1995: Das Beste Folge 2
- 1997: Herzschlag für Herzschlag
- 2001: Ich würd es wieder tun
- 2002: Das große Kastelruther Spatzenfest
- 2004: Berg ohne Wiederkehr
- 2007: Dolomitenfeuer
- 2010: Noch größer als der Everest
- 2015: Das Sternenjahr der Kastelruther Spatzen
- 2016: Die Sonne scheint für alle
- 2019: Unsere musikgeschichte 1983-2019 (45 cd's & 9 dvd's)
- 2020: Weihnachten bei uns daheim
- 2023: Herz und Heimat